# Athanase de Brest-Litovsk
Pour les articles homonymes, voir Athanase.
Saint Athanase de Brest-Litovsk (en russe : Преподобный Афанасий Брестский), hiéromartyr, né en 1597 à Brest-Litovsk et tué le 5 septembre 1648 à Brest-Litovsk, est un saint et martyr de l'Église orthodoxe russe, tué par les catholiques à cause de son opposition à l'Union de Brest. Il est fêté le 5 septembre.

## Biographie
Athanase Filipovich naît dans une famille de la petite noblesse lituanienne, alors partie de l'Union polono-lituanienne. Il fait ses études dans une école gérée par la Fraternité orthodoxe où il étudie les langues anciennes et modernes, les écrits des Pères de l'Église et les œuvres des philosophes et des théologiens occidentaux. Pendant plusieurs années, il est tuteur privé et, en 1627, il entre au monastère du Saint-Esprit à Vilnius. Il demeure ensuite dans d'autres monastères et est ordonné prêtre. En 1637, il est affecté au monastère de Kupyatitsk, près de Minsk, où il est chargé de recueillir des dons pour la restauration de l'église. Lors de ce voyage de collecte, il a des visions, perçoit des signes miraculeux et échappe à des dangers physiques.
En 1640, Athanase devient higoumène au monastère de Saint-Siméon le Stylite à Brest-Litovsk. Dès lors, il plaide contre le prosélytisme romain et l'Union de Brest. En 1643, il discourt au Sejm (parlement) polonais en faveur de l'orthodoxie et à nouveau contre l'Union. Il est proclamé fou, arrêté et dépouillé de ses titres monastiques, puis est envoyé chez Pierre Movilă, métropolite de Kiev, qui le renvoie à Brest-Litovsk. Athanase est à nouveau arrêté en 1664 et libéré un an plus tard. Le soulèvement de Khmelnytsky des Cosaques ukrainiens commence en 1648, et Athanase est accusé de liens avec les rebelles. Il est arrêté, torturé et exécuté. Ses restes sont retrouvés le 20 juillet 1649, autre date parfois retenue pour le fêter.